# Саргсян, Тигран Суренович
Тигра́н Суре́нович Саркися́н (арм. Տիգրան Սուրենի Սարգսյան; род. 29 января 1960, Кировакан) — армянский и российский государственный деятель, с 2020 года заместитель председателя правления Евразийского банка развития. Председатель Коллегии Евразийской экономической комиссии (2016—2020), Премьер-министр Республики Армения (2008—2014), Председатель Центрального банка Армении (1998—2008).
Под руководством Тиграна Саркисяна в ЕЭК в 2018—2020 годах были институционализированы отношения с международными финансовыми организациями, Европейским союзом и рядом стран мира. Были введены единые регламенты на 85 % товаров обращающихся в пределах Союза, стандарты  на лекарственные средства и медицинские изделия, акцизы на алкоголь и табак.
В период глубочайшего политического кризиса в Армении, последующего после президентских выборов в 2008 году и экономического кризиса в мире Тигран Саркисян возглавил Правительство Армении с 2008 по 2014 годы. На этом посту ввёл антикризисные меры путём прямой поддержки реального сектора экономики, создания инфраструктур и поддержки социальной сферы. Вёл политику диверсификации экономики. Создал электронное правительство. Провёл ряд важных реформ в системах государственного управления. Ввёл обязательное автомобильное страхование. Добился демонополизации телекоммуникационной сферы и сферы воздушного сообщения. Вёл политику сближения с европейскими структурами и параллельной интеграции в Евразийское экономическое сообщество. В апреле 2014 года подал в отставку и был назначен послом Армении в США.
До того на протяжении 10 лет с 1998 по 2008 годы являлся председателем Центрального Банка Армении. На этом посту ввёл в Армении обязательные международные бухгалтерские стандарты, создал межбанковскую систему денежных переводов, а также национальную платёжную систему. Создал мегарегулятор финансовой системы. Ввёл систему страхования вкладов. Вёл политику инфляционного таргетирования. Ему приписывают очищение банковской системы от криминальных элементов и незаконного оборота денежных ресурсов с конца 90-х по середину 2000-х.
Считается одним из основателей банковской системы Армении. Является одним из основателей армянской валюты — армянского драма в 1993 году. Также является одним из основателей Ассоциации Банков Армении в 1995.

## Биография
Тигран Саркисян родился 29 января 1960 года в городе Кировакан Армянской ССР. В детстве семья переехала в Ереван, где в 1967—1977 годах Саркисян получил начальное образование в Ереванской школе № 8 имени Пушкина.

### Образование
В 1977 году Тигран Саркисян поступает в Ереванское техническое училище № 14, которое оканчивает в 1978 году.
В том же году Саркисян поступает на факультет планирования и экономики Ереванского института народного хозяйства. В 1980 году он поступает в Ленинградский финансово-экономический институт им. Н. А. Вознесенского, который оканчивает с отличием в 1983 году. Однокурсником Саркисяна был будущий руководитель Газпрома Алексей Миллер
В 1987 году Тигран Саркисян оканчивает аспирантуру Ленинградского финансово-экономического института, защитив кандидатскую диссертацию на тему «Планирование регионального социально-экономического развития на примере Армении».
В 1994 году Тигран Саркисян учился на отделении «Законотворческая деятельность» Международного института права в Вашингтоне, США.
В 1996—1997 годах обучался в Институте экономического развития Всемирного банка в Вашингтоне на отделении «Эффективное управление банками».

### Первые годы деятельности
После получения степени кандидата экономических наук и возвращения в Армению, в 1987 году Тигран Саркисян становится старшим научным сотрудником и руководителем группы международных экономических связей научно-исследовательского института экономики и планирования Армении, занимая должность до 1990 года.
В период с 1988 по 1993 год являлся председателем республиканского совета молодых специалистов и учёных.
С 1990 по 1991 год работал координатором организуемых для банкиров постоянных семинаров по проблемам экономических реформ.

### Начало политической карьеры

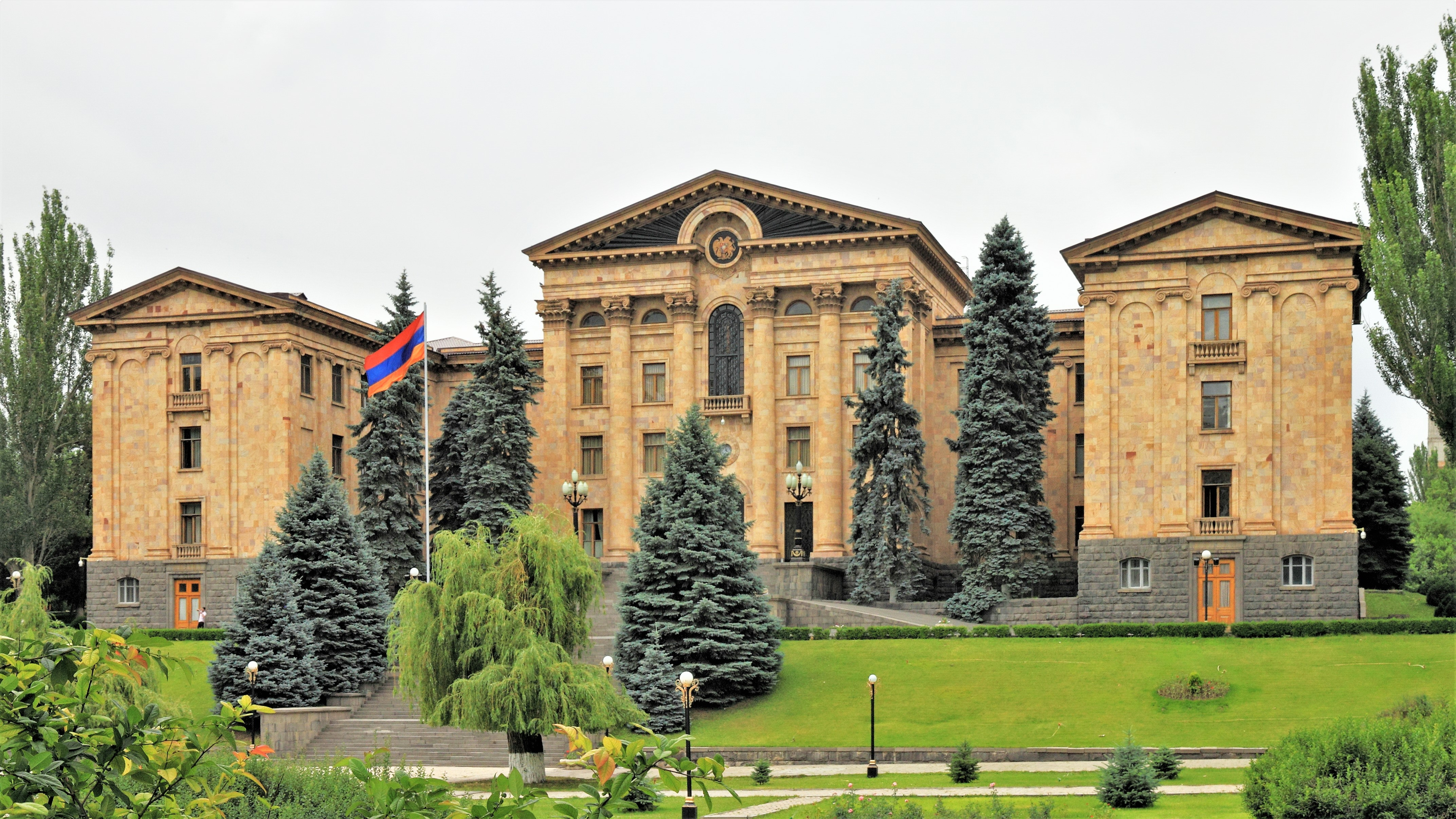
Национальное собрание Республики Армения

Тигран Саркисян является одним из основателей партии «Национальный Демократический Союз» в 1991 году.
В с 1993 по 1995 году Тигран Саркисян избирается депутатом Верховного совета Республики Армения от фракции «Национальные демократы», возглавляемой Шаваршем Кочаряном. Саркисян становится председателем постоянной комиссии по финансово-кредитным и бюджетным вопросам. В данной должности он имел значительный вклад в ведении национальной валюты «Армянский драм» в обращение.

### Введение национальной валюты

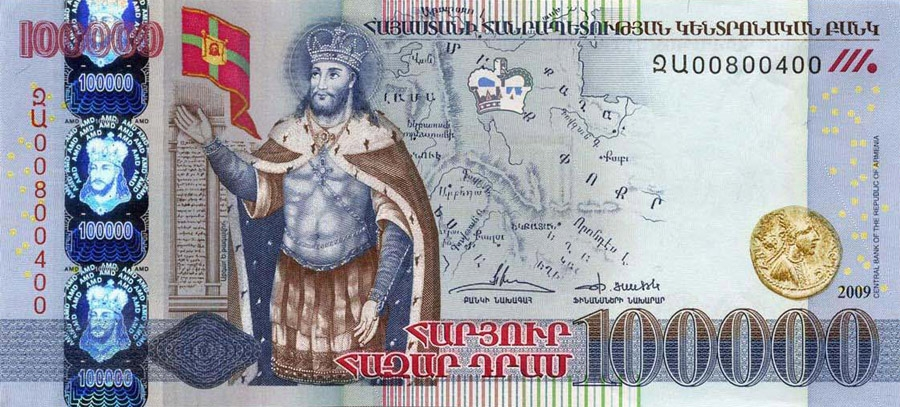
Драм — национальная валюта Армении

Несмотря на тот факт, что он являлся представителем оппозиционной фракции НДС в парламенте, Саркисян был назначен председателем постоянной комиссии по финансово-кредитным и бюджетным вопросам Парламента Армении.
Вместе с председателем Центрального Банка Исааком Исаакяном и министром финансов Левоном Бахударяном Тигран Саркисян был назначен сопредседателем государственной комиссии по регуляции денежного обращения созданной по решению Верховного Совета республики 13 октября 1993 года. Комиссия принимает более 20 важных решений, в результате чего 22 ноября 1993 года становится возможным введение национальной валюты — Армянского драма в обращение. Выпущенные купюры и монеты имели номинальную стоимость в 10, 25, 50, 100, 200 и 500 драмов.

### Деятельность после 1995 года
27 июля 1995 года была основана Ассоциация Банков Армении, первым президентом которой стал Тигран Саркисян. Он занимает должность вплоть до назначения председателем Центрального Банка. В том же 1995 году он становится директором Института исследования переходного общества, которое занимал вплоть до 2008 года.
В период с 2005 по 2007 годы Саркисян являлся председателем совета Межгосударственного банка.

### Председатель Центрального Банка (1998—2008)

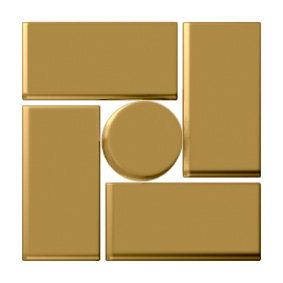
Эмблема Центрального Банка Армении

3 марта 1998 года Тигран Саркисян избран председателем Центрального банка Армении, что значительно оздоровило ситуацию в банковской сфере: в частности значительно этому способствовало введение в том же году международных стандартов бухгалтерской отчётности. В 2005 году Саркисян был переизбран на второй срок.
С 1998 по 2008 годы его подпись была изображена на валюте Армении.

#### Введение международных стандартов бухгалтерской отчётности (1998)
В 1998 году Тигран Саркисян ввёл в Армении систему обязательного использования международных стандартов бухгалтерской отчётности. До 1998 года в Армении использовались советские стандарты отчётов, которые не отвечали современным требованиям. Система действует в Армении по сей день.

#### Создание межбанковской электронной платёжной системы (1999)
В 1999 году в Армении была введена система межбанковской электронной системы платежей CBA.net, входящяя в RTGS Payment System, и которая позволила автоматизировать денежный оборот между местными банками. До тех пор любые операции между банками осуществлялись при помощи бумажного обращения. Система действует в Армении по сей день.

#### Создание национальной платёжной системы (2001)

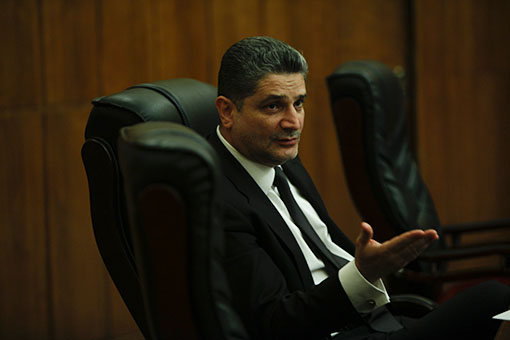
Tigran Sargsyan at work

В 2001 году в Армении была введена система национальной платёжной системы ARCA, которая в дальнейшем стала обслуживать местные карты ARCA, а также MasterCard, VISA, American Express и Diners Club, используя единый процессинговый центр, технологические и программные решения.

#### Очищение банковской сферы от криминала (2002—2004)
При Тигране Саркисяне Центральный банк инициировал процесс очищения банковской сферы от недобросовестного бизнеса и криминала. В 2002 году были приняты поправки в Закон о центральном банке Армении и Закон о банковской деятельности. В результате изменений были расширены полномочия Совета Центрального Банка, имея цель предотвращать приобретение преступным путём банковских средств и средств кредитных организаций. В результате принятой в дальнейшем нормативной базы удаётся отрегулировать процесс отслеживания оборота преступных средств в банках и кредитных организациях, так же как и средств, используемых для финансирования террористической деятельности. В результате были закрыты ряд недобросовестных банков и организаций, таких как Кредит Ереван, Объединённый Банк, Land Bank, Credit Service, Trust, AgroBank, Shirak Invest и прочие. В результате отслеживания потоков средств из организаций занимающихся недобросовестной деятельностью, стало возможно возмещение всем вкладчикам вложенных средств. В 2004-м завершился процесс оздоровления банковской системы, в результате армянские банки стали выделяться высоким уровнем пополнения капитала.

#### Новая система лицензирования (2002)
В 2002 году принимаются изменения в Закон Республики Армения о лицензировании. Список лицензируемых организаций дополняется деятельностью кредитных организаций, организаций занимающихся денежными операциями, клиринговыми расчётами, процессингом карточной оплаты, и прочих. Структурой, занимающейся лицензированием, стал Центральный банк Республики Армения.

#### Система страхования вкладов (2004)
В 2004 году были принят закон об обязательном страховании вкладов Гражданских лиц в Армении. На основе данного закона в 2005 году был создан Фонд Возмещения Вкладов Гражданских Лиц, которых стал гарантировать вклады Граждан во всех банках действующих в Армении. Максимальный размер вклада был учреждён в размере 4 миллионов драмов. Вклад в валюте имеет максимальный размер в 2 миллиона драм.
Сумма вкладов в коммерческих банках Армении (млн. драмов)

#### Создания мегарегулятора финансовой системы (2006)
В 1 января 2006 году системы банковского, страхового надзора и надзора за рынком ценных бумаг были объединены в единую систему — мегарегулятора финансовой системы. Была введена единая система финансового регулирования и риск-ориентированного надзора. Функция регулирования деятельности всех участников финансовой системы и проведения финансового надзора была возложена на Центральный банк. Таким образом, Центральный банк взял на себя роль мегарегулятора финансовой системы. Центральный банк стал также отвечать за обеспечение финансовой стабильности. Банковская система выделялась разнообразием оказываемых услуг и атмосферой здоровой конкуренции, по этой причине в 2005—2006 годах были созданы Кредитный регистр и кредитное бюро АКРА.

#### Инфляционное таргетирование (2006)
В 2006 году Центральный банк под руководством Тиграна Саркисяна перешёл от политики таргетирования денежных агрегатов к стратегии инфляционного таргетирования, исходя из которой стали составляться и публиковаться прогнозы и анализ направлений денежно-кредитной политики Центрального банка.

#### Сфера страхования (2007)
В 2007 году был принят «Закон о страховании и страховой деятельности», который был разработан в сотрудничестве с Евросоюзом. Были определены классы и подклассы, содержание страхования было разработано в соответствии с требованиями Евросоюза, а посредничество в страховании было определено директивами ЕС.

### Председатель правительства (2008—2014)

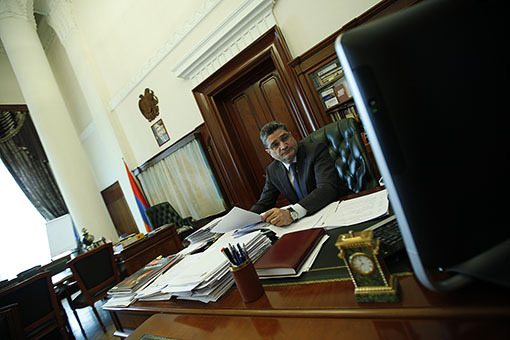
В рабочем кабинете

9 апреля 2008 года Саркисян был назначен Премьер-министром Армении, заменив на этой должности Сержа Саркисяна, избранного президентом в начале года. С 22 апреля первый состав правительства начал свою работу. В состав правительства входило 18 министерств. Министр территориального развития совмещал должность вице-премьера правительства. В правительство вошли представители парламентской коалиции от партий Республиканская партия Армении, Процветающая Армения, Дашнакцутюн и Оринац Еркир.
Через два месяца после назначения Саркисяна началась грузино-российская война, которая оказалась серьёзным ударом для экономики Армении, находящейся в состоянии блокады со стороны Азербайджана и Турции больше 20 лет: 70 процентов импортируемых продуктов в которую ввозится из Грузии.

#### Мировой финансовый кризис
На следующий год после начала работы правительства Саркисяна до Армении дошла вторая волна Мирового финансового кризиса, что повлекло за собой снижение объёмов ВВП на 14,1 %. Основной обвал произошёл в сфере строительства, где снижение объёмов составило 41,6 %. В сфере производственных налогов понижение составило 22,5 %. Обвал в этих двух сферах составил более 10 процентов в доле общего понижения ВВП.
Комментируя обвал экономики Тигран Саркисян заявил следующее: «Строительный пузырь, который был надут и лопнул, вызвал негативное явление». Премьер-министр заявлял о необходимости диверсификации экономики. Среди прочих причин обвала экономики отмечались понижение уровня иностранных трансфертов, понижение цен на международном рынке сырья, и в частности на рынке цветных металлов, понижение интереса к экспортируемым товарам, а также снижение ликвидности на международном рынке и последующее снижение объёма вложений.

#### Антикризисные меры
12 ноября 2008 года Тигран Саркисян представил антикризисную программу правительства. 4 декабря 2008 года протокольным решением Правительства РА был одобрен Перечень антикризисных мероприятий. Среди основных направлений деятельности упомянуты следующие
- Налоговая реформа — упрощение налогового администрирования
- Таможенная реформа — упрощение таможенных процедур
- Улучшение бизнес среды — упрощение процесса создания юридических лиц
- Развитие инфраструктуры — строительство дорог, работы в сфере электроэнергетики и энергоснабжения
- Строительство — предоставление гос. гарантий и субсидий застройщикам
- Содействие реальному сектору — участие в уставном капитале, кредитование, финансирование бизнес-проектов
- Социальные проекты

#### Поддержка реального сектора экономики
В течение последующих лет осуществлялась прямая поддержка правительством реального сектора экономики. Специально для это был создан штаб, которых изучал отдельные бизнес-проекты, выделял те, которым правительство Саркисяна оказывало поддержку. Было получено около 300 бизнес-предложений, из которых поддержка была оказана 24 удачным проектам. Также действовала Комиссия поддержки малого и среднего бизнеса, оказавшая прямую финансовую и консультативную поддержку ряду компаний по всей Армении.
Результатом оказалось то, что в 2010 и 2011 годах рост объёма производства в Армении составил 9,7 % и 14,1 % соответственно, что явилось наилучшим показателем с 2004 года. В результате вливаний в реальный сектор экономики удалось избежать массовых сокращений среди промышленных предприятий, удалось увеличить числo промышленных предприятий на 6,3 %, а также увеличить среднюю заработную плату в промышленных предприятиях на 60 тысяч драмов.

#### Развитие инфраструктурных проектов
В рамках антикризисных мероприятий осуществлялась развитие инфраструктурных проектов, строительство дорог, школ и больниц в разных регионах Армении. Так, в период по 2011 год было отстроено
- 2280 км линий питьевой и оросительной воды
- 106 насосных станций питьевой воды
- 209 водохранилищ для питьевой воды
- 473 км линий оросительной воды и труб
- 130 насосных станций оросительной воды
- 45 водохранилищ для оросительной воды
- 1767 км дренажа
- 150 км главных каналов

В ответе правительства, возглавляемого Тиграном Саркисяном, говорится, что за период 2007—2011 года на капитальное строительство водных систем в Армении было потрачено 105,3 миллиарда драмов, что в 2,5 раза больше, чем тратилось в период с 2002—2006. Строительство затронуло около 500 населённых пунктов с населением около 700 тысяч человек.

#### Поддержка социальных программ
В рамках антикризисных мер правительство Саркисяна осуществляло поддержку социальных программ. Была введена система льготного ипотечного кредитования для молодых семей, которой до 2011 года воспользовались 462 молодых семьи. Введён социальный пакет услуг государственным гражданским служащим.
В результате тщательных проверок 17 тысяч семей лишились права на получение социальных выплат. 9 000 нуждающихся семей были включены в данный список. В результате проверки 65 тысячам лиц были восстановлены невыплаченные пособия около 5000 граждан. Из списка были удалены 1718 несуществующих или скончавшихся лиц, до тех пор получавших пенсии и пособия. А уровень базовой пенсии был увеличен в 2,5 раза.
По расчётам Всемирного банка, антикризисная программа правительства Тиграна Саркисяна помогла избежать увеличения уровня бедности в стране до 51,7 %.

#### Проект дорожной магистрали Север-Юг
Начиная с 2008 года правительство Тиграна Саркисяна начало переговоры с Азиатским Банком Развития о финансировании дорожной магистрали связывающей север и юг Армении на общую сумму 500 миллионов долларов. Скоростная 4-х полосная дорога общей протяжённостью в 556 км должна идти по линии Агарак — Капан — Ереван — Гюмри — Бавра, связывая Иран с Грузией. Правительство Армении 14 января 2010 года одобрило инвестиционную программу строительства транспортного коридора «Север-Юг».
Договор о первом транше был подписан 15 октября 2009 года. Разработку проекта стала осуществлять французская компания Egis Group. Подрядчиком стала испанская Corsan-Corviam Construccion. Проектным менеджмент был возложен на французскую компания SAFEGE и испанскую EPTISA. Первым траншем должен был осуществиться перевод на сумму 70 миллионов долларов на строительство дороги Ереван — Аштарак (14.1км) и Ереван — Арарат (38.1км).
Договор о втором транше был подписан 30 мая 2011 года. 210 миллионов долларов должно было быть переведено на строительство отрезка Аштарак — Талин (41.9 км) Договор о третьем транше был подписан 18 ноября 2013 года с Европейским инвестиционным банком на сумму 60 миллионов евро и 11 марта 2014 года с Азиатским банком развития на сумму 100 миллионов долларов. Во время подписания договора вопрос о подрядчике ещё не был решён.
Во время совместной с грузинским премьер-министром пресс-конференции говоря о программе дороги Север-Юг Тигран Саркисян заявил следующее: «У Армении впервые будет современная, соответствующая международным стандартам дорога, критерии движения по которой таковы, что автомобили смогут пересекать армяно-грузинскую границу на высокой скорости. Наши грузинские партнёры тоже реализовывают такие программы совместно с Азиатским банком развития».

#### Создание электронного правительства

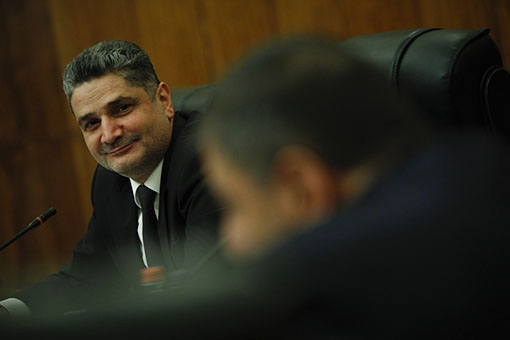

Правительство Тиграна Саркисяна приняло в свою программу пункт, касающийся создания электронного правительства. Специально для это цели в Армению были приглашены специалисты, до того создавшие электронное правительство в Эстонии, считающееся одним из лучших в мире. На первых стадиях системы электронного документооборота были внедрены в ряде правительственных учреждений — в Мэрии Еревана, в Центральном Банке, а также была введена единая система Mulberry, которая к 2011 году включала в себя 35 учреждений. Данной системой стали пользоваться также некоторые коммерческие предприятия, в частности, АрмРосГазПром и завод «Наирит». Также с помощью электронного правительства стало возможно прослеживание обработки писем и документов простыми гражданами, также как и ознакомление с деятельностью правительства, расходами бюджета и т. д..
До введения системы уровень компьютеризации правительственных учреждений был невысок: на 200 работников приходилось в среднем по 60 компьютеров. На начальной стадии экспериментальными площадками стали аппарат правительства, МИД, Министерство финансов и Министерство территориального развития. К концу 2008 года завершилась начальная стадия. В течение 2009 года к системе подключились остальные министерства и аппараты марзпетаранов.
По словам руководителя аппарата правительства в 2011 Давида Саркисяна, пункт о необходимости создания данного проекта был включён в предвыборную программу Сержа Саркисяна, а далее включён и в программу правительства.

#### Строительство дорог
Правительство Саркисяна увеличило затраты на строительство дорог, отстроив за период до 2011 года в Армении в сумме 1576,9 км дорог и 60 мостов, что порядка в 2,5 раза больше, чем за период 1997—2006 годов. В среднем затраты на строительство дорог со среднего показателя в 13,7 миллиарда драмов выросли до 22,6 миллиарда, а ежегодно в среднем стало ремонтироваться 315 км против 164 в прошлом.

#### Энергетика
В апреле 2010 года был сдан в эксплуатацию новый энергоблок Ереванской ТЭЦ, построенный при поддержке Банка международного сотрудничества Японии. Общая установочная мощность — 271,7 МВт, из которых электрическая — 242 МВт, тепловая — 434,9 Гдж/ч. Работа нового блока эффективнее старого на 14-14,5 миллиарда драмов ежегодно.
В период до 2011 года было построено 69 малых гидроэлектростанций, которые в сумме создают электричество на 1,4 млрд кВт в час.
В январе 2012 года был сдан в эксплуатацию пятый энергоблок Разданской ТЭС с мощностью в 480 мВт, вместе с 17 подстанциями общей мощностью в 110 мВт.
Строится новая двухжильная высоковольтная электролиния из Армении в Иран. Сдаётся в эксплуатацию также 190 км альтернативного газопровода из Ирана в Армению.

#### Воздушное сообщение
В период до 2011 года были привлечены значительные иностранные инвестиции в сферу воздушного сообщения Армении. Аэропорт «Звартноц» был приобретён крупным аргентинским предпринимателем армянского происхождения Эдуардо Эренекяном, владеющим десятками аэропортов по всему миру. Аэропорт «Звартноц» был полностью модернизирован. Был отстроен новый корпус аэропорта. Второй по величине аэропорт страны «Ширак» также был модернизирован. Общий объём инвестиций составил 70 миллиардов драм.

#### Демонополизация телекоммуникационной отрасли
В годы работы кабинета Тиграна Саркисяна в Армению был привлечён третий мобильный оператор Orange Armenia. Также удалось создать условия для входа на рынок третьей компании обеспечивающей выход в Интернет. До тех пор в Армении фактически действовала монополия в сфере Интернета. Только две компании владели системами обеспечения Армении Интернетом — Armentel, входящий в группу компаний Beeline, и Fibernet, владельцем которой называют бывшего министра Связи и Коммуникаций Андраника Манукяна. Новым провайдером, получившим разрешение на проведение Интернет коммуникационных систем в Армении стала компания GNC-Alfa.
В результате демонополизации было зарегистрировано падение цен на сотовую связь и Интернет. Если в 2007 году 1 мегабит безлимитного Интернета в Армении стоил 2,9 миллиона драмов (около 8900 $), то в 2011 стоимость упала до 24 000 драмов (64 $). В 19 раз увеличилось число пользователей Интернета, достигнув 380 000 (каждая вторая семья). Количество абонентов сотовых сетей возросло с 1 118 тысяч до 3 380 тысяч.

#### Улучшение бизнес-среды
27 июня 2008 года была принята программа правительства, в которой было заявлено направление на улучшение бизнес-среды. Программа предусматривала реформы в сфере налоговых выплат, международной торговли, реализации договоров, а также порядка ликвидации Предприятий и компаний. В ходе правительственного заседания государственным органам управления было поручено до пятого числа последующего за кварталом месяца представлять в министерство экономики Армении отчет о выполнении мероприятий в рамках программы. Министру экономики было поручено представлять обобщённую отчётность на рассмотрение в правительство. В ноябре 2011 года был принят новый налоговый пакет, который также был нацелен на улучшение бизнес-среды. По словам премьера, задачей являлся приток инвестиций в Армению, и здесь стимулирующим фактором выступало создание свободных экономических зон, что стимулировало приток частных инвестиций в Армении.
В результате проведённых реформ была зарегистрированы следующие показатели:
- Процесс регистрации организаций с ограниченной ответственностью с типовым уставом стал занимать 13-15 минут вместо предыдущих 20 дней. В остальных случаях — до 2 дней.
- Процесс ликвидации компании стал занимать 20 дней вместо 30.
- Компании стали сдавать 36 налоговых отчета вместо предыдущих 50-и. Время необходимое для выполнения налоговой отчётности стало занимать 30 часов при электронном декларировании и 300 часов при бумажном декларировании, при 1120 часах в прошлом.
- Количество лицензий предоставляемых организациям сократилось до 84 (предоставляемых сложным путём) и 12 (предоставляемых простым путём), в то время как раньше действовало 157 сложных и 12 простых типов лицензий.
- Разрешение на строительство объектов площадью меньше 1500 м² стало занимать 7 этапов и 27 дней против 20 этапов и 137 дней.

#### Сфера образования
В 2008 году Тигран Саркисян заявил, что сфера образования в числе приоритетов правительственной программы, и сегодня важная роль отводится модернизации образовательной системы, повышению качества образования. В июне 2012 года представляя новую программу правительства, Тигран Саркисян заявил следующее: «Конкурентоспособное государство в 21 веке — образованное государство. Государство предоставит возможность получить образование каждому гражданину Армении вне зависимости от его социального положения и возраста». В программе было заявлено, что будет обеспечена доступность работы и образования для уязвимых слоев населения.
В результате реформ образовательной сферы до 2011 года были зарегистрированы следующие результаты:
- Была создана Интернет-сеть между школами, которая охватила 1405 образовательных учреждений, что составляло 93 % от общего числа, в то время как в 2007 году количество школ, обеспеченных Интернетом, не превышало 300, или около 20 % от общего числа.
- Республиканские школы были оборудованы 17 тысячами компьютеров против 5531 компьютера в 2007 году. На каждых 4 учеников по Армении стал отводиться в среднем один компьютер.
- 590 средних школ, 107 старших школ и 12 колледжей по Армении было отремонтировано и снабжено современным оборудованием.
- Был введён новый прозрачный механизм избрания директоров и учителей школ, также как и новая система аккредитации директоров школ. В результате аккредитации из 1 400 директоров аккредитацию сумели получить 679.
- Были разработаны стратегические программы, имеющие общеобразовательное и научное значение, такие как комплексная программа для молодых учёных и аспирантов в области энергетики и программа атомарной медицины для разработки радиоизотопов.

#### Сфера здравоохранения
За период работы до 2011 года в сфере здравоохранения правительством Тиграна Саркисяна были достигнуты следующие результаты:
- В 2008 году была инициирована программа помощи акушерства, в результаты удалось снизить количество нерегистрируемых денежных выплат с 91 % до 21,8 %.
- С января 2011 года была введена система бесплатного медицинского обслуживания детей до 7 лет, которой были довольны 87 % матерей в Ереване и 85 % в регионах.
- С мая 2011 года была введена программа бесплатного медицинского обследования и лечения подростков до мобилизационного возраста старше 14 лет.
- Была введена единая система регистрации заявок GPS скорой медицинской помощи.
- При помощи системы Единой Выплаты в бюджет страны было выплачено 3,5 млрд драмов, находящиеся до того в тени.
- Налоги выплачиваемые медицинскими учреждениями возросли на 39 процентов.
- Были капитально отремонтированы и оборудованы современной техникой медицинские центры городов Армавир, Иджеван, Раздан, Арарат, Апаран, Гавар и Горис.
- Было отстроено 21 и отремонтировано 31 амбулаторных лаборатории в сёлах по Армении.
- Медицинским учреждениям было предоставлено техники и профессиональной мебели на 9,4 млн долларов.

#### Системы государственного управления
К 2011 году в Армении была введена новая система электронного документооборота между правительственными организациями, а также система электронных подписей. Было разработано и запущено электронное правительство, с помощью которой стала возможным регистрация юридических лиц онлайн, система заявок на получение лицензий онлайн, заявок на регистрацию нематериальной собственности. Была разработана и введена система судебной информации «Даталекс», система налоговой отчётности через Интернет. Для граждан была создана система отслеживания писем и заявок в государственных учреждениях, система ознакомления с тратами гос. бюджета, начали публиковаться все решения правительства и премьер-министра. Стали публиковаться данные о гос. закупках, а также информация о конкурсах на закупки гос. учреждений. Доступны стали также данные о государственных неторговых организациях, обо всех затратах и решениях. В государственных учреждениях были отделены функции осуществления политических функций от служб предоставления услуг. Была введена система оценки на основе отчёта о производительности. Была проведена реформа в сфере технического осмотра автомобилей, реформа системы кадастра недвижимости, реформа системы получения водительских прав, реформа нотариальной системы, реформа системы ЗАГСов.

#### Сфера культуры
В период до 2011 года капитальный ремонт был проведён в 201 центре культуры в регионах, в 6 театрах, 10 домах-музеях, 2 республиканских, 9 региональных и 2 городских библиотеках. Отремонтировано было 3 концертных зала. Среди отремонтированных зданий были театры в городах Гавар, Арташат, Ванадзор и Горис, музеи братьев Орбели, Акселя Бакунца, Перча Прошьяна. Были проведены мастер-классы для 1600 учеников по всей Армении, в непризнанной Нагорно-Карабахской Республике и Джавахке. В Гюмри, Степанаване, Спитаке и Гаваре были сформированы своеобразные детские центры. Правительство также профинансировало обучение народной музыки 2500 учеников.

### Второй кабинет Саркисяна
После парламентских выборов 6 мая 2012 года вновь назначен на пост премьер-министра. Состав нового правительства был представлен 2 июня, в него вошли представители парламентской коалиции от партий Республиканская партия Армении, Процветающая Армения, Дашнакцутюн и Оринац Еркир.

### Третий кабинет Саркисяна
После президентских выборов 2013 года переизбранный президент Серж Саркисян вновь представил Тиграна Саркисяна к должности премьер-министра. Состав нового правительства был представлен 9 апреля 2013 года, в состав которого вошли представители от Республиканская партия Армении и Оринац Еркир. В составе правительства также появилась новая должность Министр-руководитель аппарата правительства, которую занял Ваче Габриелян.

### Отставка
3 апреля 2014 года Тигран Саркисян подал в отставку с поста Премьер-министра.
После отставки Тигран Саркисян получил несколько предложений работы, среди которых должность председателя правления АКБА Кредит Агриколь Банка в Армении, входящего в группу компаний Crédit Agricole, а также должности послов в России, США и Бельгии.
До того в 2012 году Тигран Саркисян также получил предложение о новой работе от председателя правительства России Дмитрия Медведева стать заместителем руководителя Центрального Банка России, от которого Саркисян отказался, продолжив работу на должности премьер-министра Армении.

### Посол в США (2014—2016)

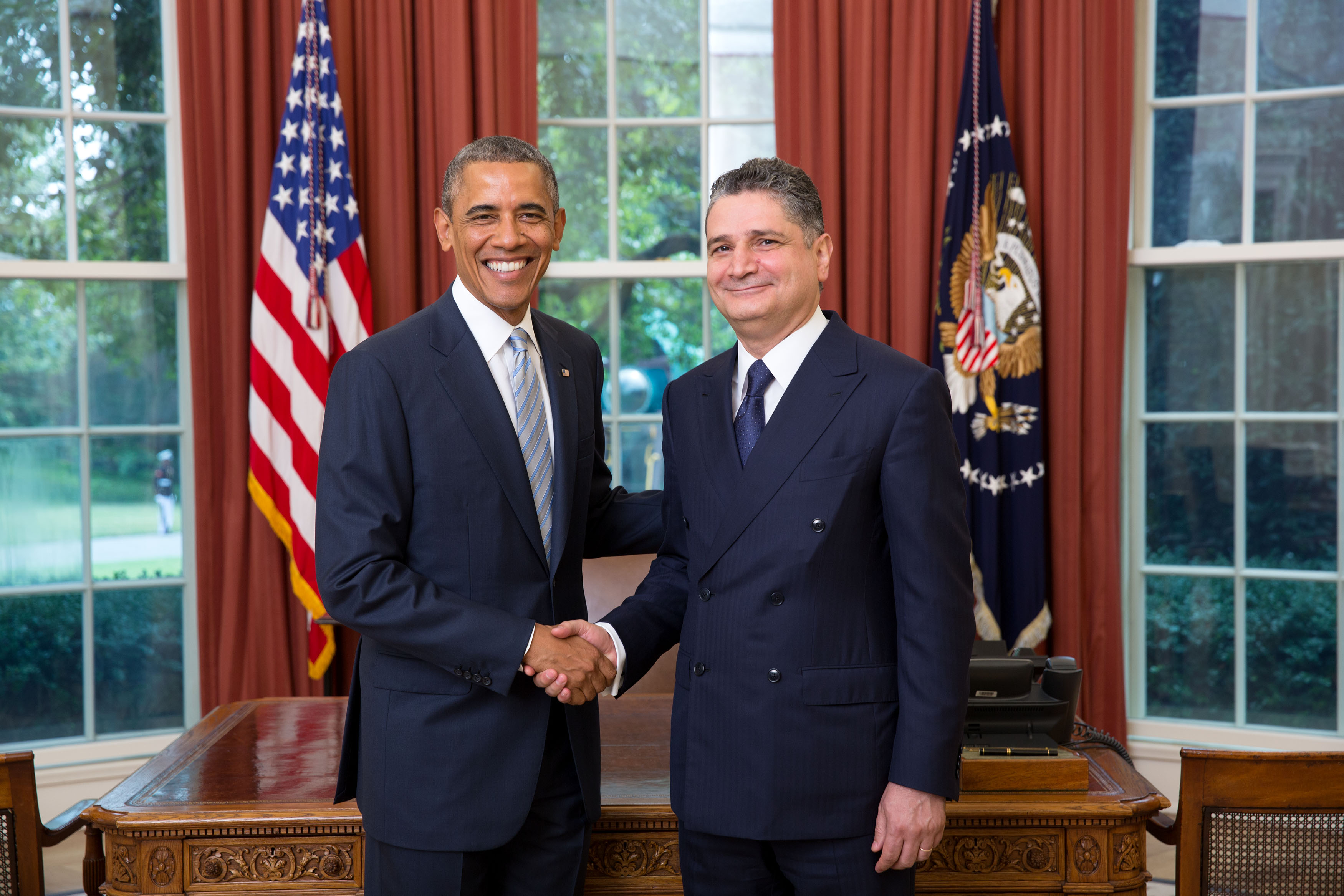
Тигран Саркисян в ранге посла Армении в США вручает грамоты президенту США Бараку Обаме

26 июня 2014 года решением президента Армении назначен чрезвычайным и полномочным послом Республики Армения в США.
Обычная процедура передачи верительных грамот новоназначенных послов президенту США происходит месяцы спустя после назначения. Встреча Тиграна Саркисяна с президентом США Бараком Обамой имела место через две недели после прибытия посла в США в Белом Доме.
В течение года после назначения Саркисяна послом в США были организованы три рабочих визита президента Армении в США.
В период 2014—2015 годов Тигран Саркисян принимал активное участие в международных форумах и конференциях, посвящённых вопросам экономической политики, евразийской интеграции и сотрудничества. В частности, при его активном участии 10 марта 2015 года Европейским институтом в Вашингтоне был организован специальный круглый стол на тему «Евразийский экономический союз: вступление Армении и другие вопросы». В частности им были представлены основные причины, по которым Армения вступила в Евразийский Экономический Союз, упомянув в частности два основных фактора — экономический и фактор политики и безопасности. Саркисян также заявил, что Евразийская Комиссия должна искать новые способы сотрудничества между востоком и западом, и это сотрудничество будет полезно обеим сторонам. В плане роли Армении в этом процессе он заявил, что верит, что Армения может стать уникальным мостом для новых путей ради общеевропейской экономической интеграции. В мероприятии приняли участие Татьяна Валовая, министр интеграции развития и макроэкономике Евразийской экономической комиссии, послы России и Кыргызстана в США, представители Государственного департамента США, дипломаты, представители общественной и политической кругов, журналисты.
Среди других мероприятий, в которых участвовал Тигран Саркисян в период после назначения послом Армении в США, — «Астанинский экономический форум» — 20—22 мая 2015 года и «ПМЭФ 2015 — Петербургский международный экономический форум».
Во время форума в Санкт-Петербурге Тиграном Саркисяном была подчёркнута принципиальная важность согласования макроэкономических показателей (в рамках ЕАЭС), необходимость придерживаться этих показателей, чтобы ситуация была предсказуема, прежде всего для бизнеса. Предложение было включено в список ключевых моментов в рамках форума.
12 января 2016 года указом президента Тигран Саркисян был освобождён от должности чрезвычайного и полномочного посла в связи с переходом на должность председателя Коллегии Евразийской Экономической Комиссии. 27 января состоялось прощальное мероприятие, на котором присутствовал глава Протокольной службы США Питер Селфридж, бывшие послы США в Армении Джон Хефферн, Джон Эванс, Мари Йованович, другие высокопоставленные гости.

### Председатель Коллегии Евразийской экономической комиссии (2016—2020)

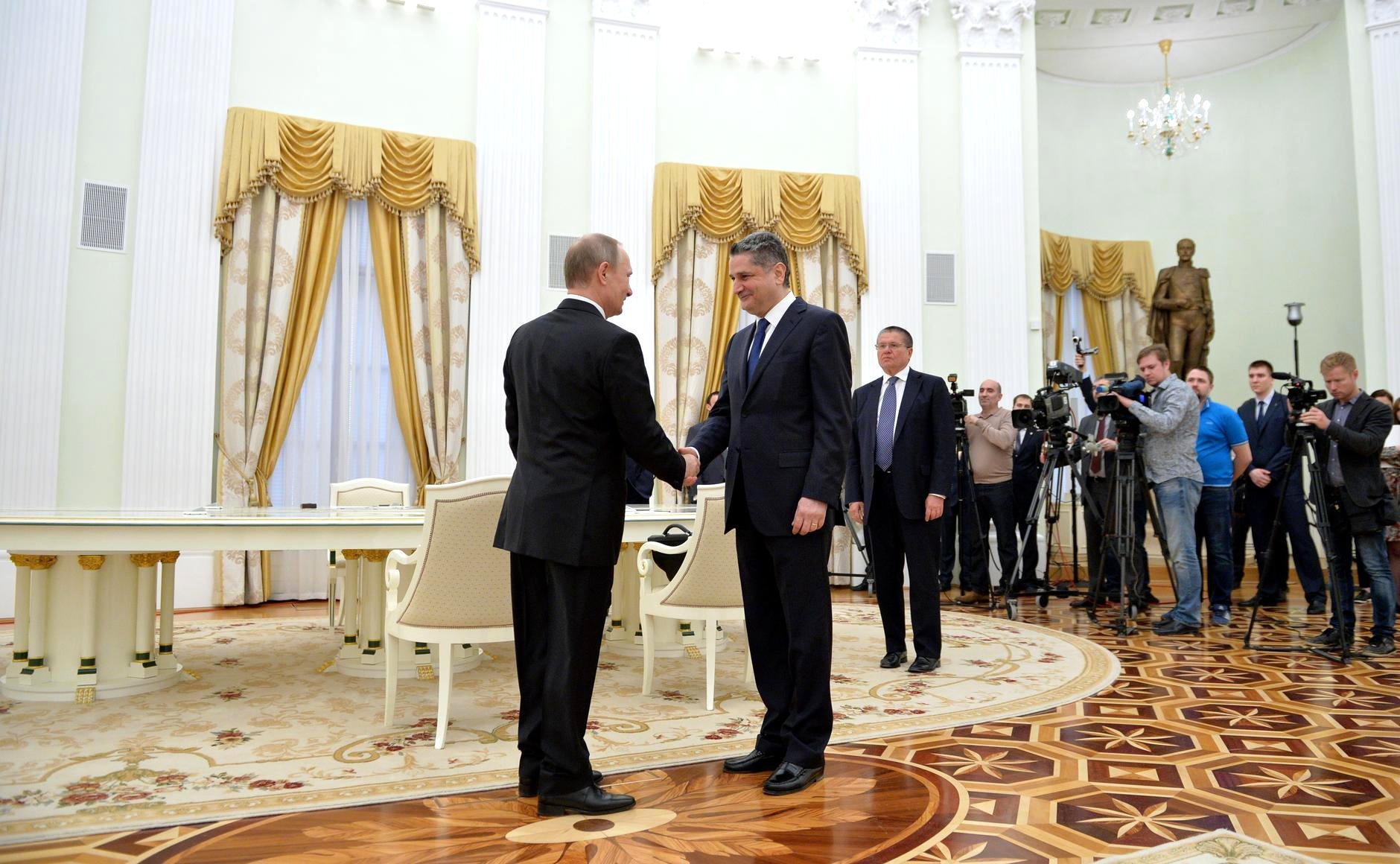
Встреча с Владимиром Путиным, 18 апреля 2016 года

16 октября 2015 года во время саммита ЕАЭС на заседании Высшего Евразийского экономического совета в Казахстане при участии глав пяти стран-членов организации было объявлено, что с 1 февраля 2016 года Тигран Саркисян возглавит коллегию Евразийской экономической комиссии. Во время представления Саркисяна Александр Лукашенко заявил следующее: «Его кандидатура поддержана президентом РФ, он с ним работал, говорят, очень опытный, продвинутый специалист».
1 февраля Тигран Саркисян возглавил обновленный состав Коллегии Евразийской экономической комиссии. Численность коллегии составила 10 человек. Министр торговли Андрей Слепнев был сменен другим представителем от России — Вероникой Никишиной. Также была введена новая должность: Член Коллегии (Министр) по внутренним рынкам, информатизации, информационно-коммуникационным технологиям, которую заняла Карине Минасян от Республики Армения.
В течение первого месяца после вступления в должность Саркисян провел встречи с премьер-министром России Дмитрием Медведевым, президентами Казахстана, Кыргызстана и Белоруссии. По словам Тиграна Саркисяна он заинтересован в развитии и расширении участия бизнеса в экономике стран — членов Евразийского экономического союза (ЕАЭС) и что деятельность комиссии будет нацелена на то, чтобы сделать внутренний рынок ЕАЭС «более прозрачным и понятным для предпринимателей и инвесторов», поскольку евразийская интеграция способна на фоне замедления мировой экономики стать главным источником «диверсификации и роста» для стран-участниц объединения. Причем именно бизнес является ключевым бенефициаром экономической интеграции и одновременно — либерализации торговли ЕАЭС с третьими странами.
Были институционализированы отношения с международными финансовыми организациями. Совместно с Всемирным банком был проведён масштабный анализ потенциала ЕАЭС в новом направлении интеграции — формирование Цифровой повестки ЕАЭС. Отношения с Евразийским банком развития перешли в практическую плоскость благодаря созданию и активному функционированию совместной рабочей группы ЕЭК и ЕАБР.
Одним из основных приоритетов председательства Саркисяна стала реализация Цифровой повестки ЕАЭС и создание единого цифрового пространства. К 2020 году был завершён первый этап реализации цифровой повестки ЕАЭС, в соответствии с решением ВЕЭС от 11 октября 2017 года «Об основных направлениях реализации цифровой повестки ЕАЭС до 2025 года».
Наряду с институционализацией ЕАЭС во время председательства Саркисяна был обеспечен существенный прогресс в создании благоприятных условий для трудящихся граждан ЕАЭС на территории государств-членов: социальные гарантии, пенсионное обеспечение, медицинское обслуживание, признание дипломов.
Принят новый Таможенный кодекс, и благодаря его последовательной имплементации сокращены сроки совершения таможенных операций в 2 раза, а сроки выпуска товаров в 6 раз.   
Уровень покрытия едиными требованиями товаров ЕАЭС, обращающихся на внутреннем рынке Союза, достиг 85 %. Для 85 % продукции, которая обращается в Союзе по общим правилам, приняты технические регламенты.
Запущен общий рынок лекарственных средств и медицинских изделий, что существенно упростило вход для производителей лекарственных средств государств-членов на рынок ЕАЭС. Действуют общие правила регистрации лекарственных препаратов и медицинских изделий, в соответствии с которыми производитель одного из государства-члена может регистрировать продукцию для всего рынка ЕАЭС через общую систему регистрации.
Принято решение о гармонизации ставок акцизов на алкоголь и табак. Приняты все необходимые документы, предусмотренные Договором, для запуска в 2025 году общих рынков в финансовой сфере, транспорте, энергетике, для этого. Существенный прогресс был достигнут в устранении препятствий (барьеров, изъятий и ограничений) на внутреннем рынке Союза, а также создана действенная система мониторинга для предотвращения возникновения новых препятствий.

#### Международные связи
В период председательства Тиграна Саркисяна в ЕЭК существенно повысился международный имидж ЕАЭС. Был начат и оформлен технический диалог с Европейским союзом.
Начата реализация соглашения о зоне свободной торговли с Вьетнамом. Расширилась сеть зоны свободной торговли Союза, которая включает Сингапур, Сербию и Иран. Торжественное подписание соглашения о ЗСТ с Сингапуром проходило в рамках заседания Высшего Евразийского экономического совета, где впервые участвовали лидеры зарубежных стран (Сингапур, Иран).
Реализован институт государства – наблюдателя при ЕАЭС, и в 2018 году первой такой статус получила Молдова.
Подписаны меморандумы о сотрудничестве с ключевыми региональными объединениями – АСЕАН, Меркосур, Африканский союз. Также был подписан меморандум с СНГ, который предусматривает более тесное взаимодействие двух организаций (право участия на заседаниях органов).
Заключено Соглашение о торгово-экономическом сотрудничестве с Китайской Народной Республикой, которое стало одним из важнейших шагов на пути сопряжения ЕАЭС и Экономического пояса шелкового пути. Дан старт переговорным процессам о заключении Соглашений о ЗСТ с Израилем, Египтом и Индией. Были подписаны меморандумы между ЕАЭС и Камбоджей, Таиландом, Кубой и Марокко.

#### Примечательные встречи
На посту председателя ЕЭК Саркисян провел встречи с Генеральным секретарем ОБСЕ Томасом Гремингером (институционализация взаимоотношений), премьер-министром Индии Наре́ндрой Моди, президентом Египта Абдул-Фаттахом Ас-Сиси, премьер-министром Греции Алексисом Ципрасом, премьер-министром Монголии Жаргалтулгын Эрдэнэбатом, премьер-министром Таиланда Чан-Оча Праютом, премьер-министром Камбоджи Хун Сеном, с генеральными секретарями ООН Антониу Гутеррешом и Пан Ги Муном, президентом Молдовы Игорем Додоном, председателем Правительства Сербии Ана Брнабич, премьер-министр Сингапура Ли Сянь Луном.

#### Завершение деятельности в ЕАЭС

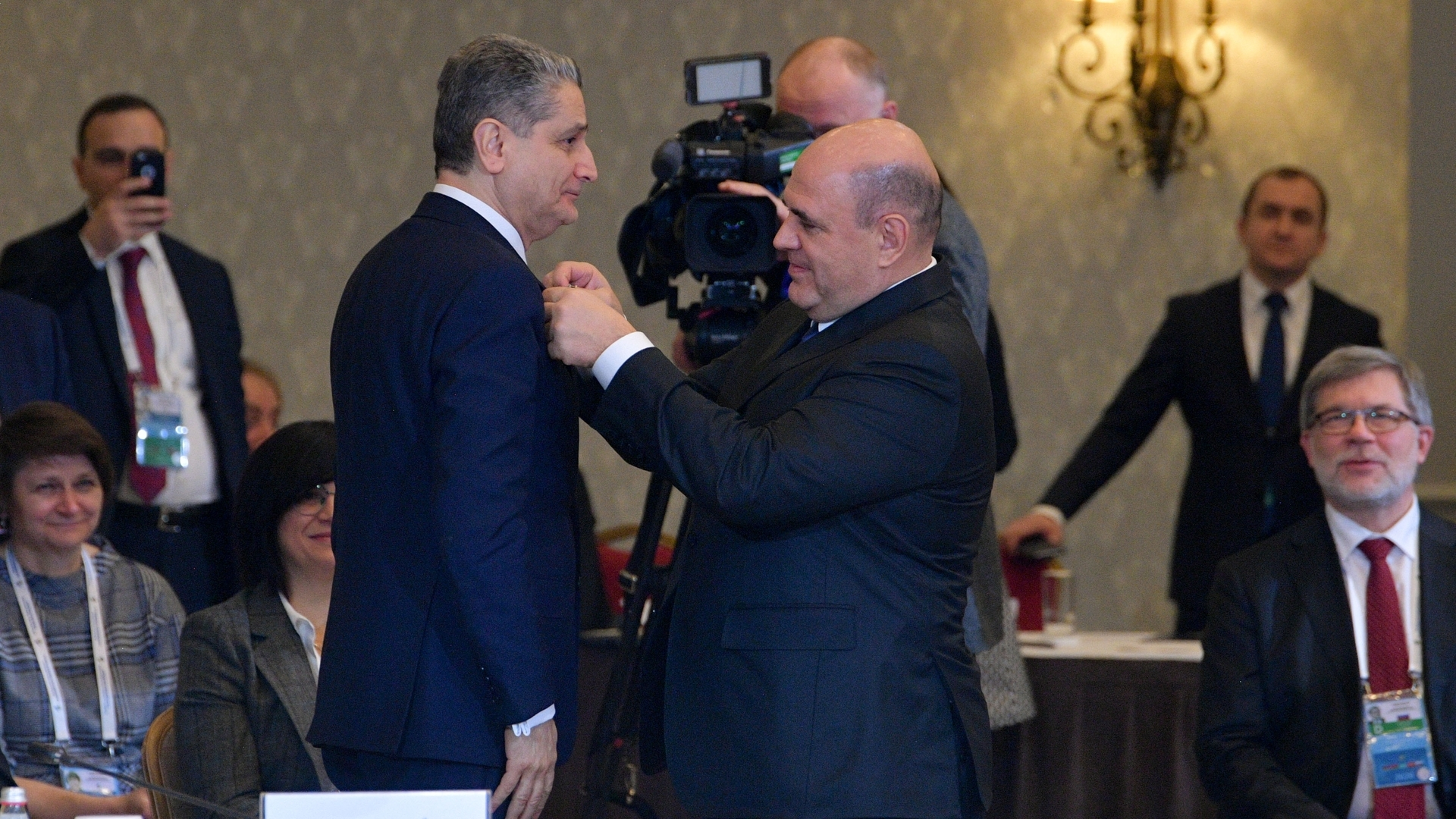
Премьер-министр России Михаил Мишустин вручает медаль Столыпина первой степени Тиграну Саркисяну.

В конце срока правления на должности Тиграну Саркисяну премьер-министром РФ Михаилом Мишустиным была вручена медаль Столыпина первой степени за заслуги в развитии и укреплении Евразийского экономического союза. 1 февраля 2020 года был сменён на посту Михаилом Мясниковичем.

### Работа в правлении Евразийского Банка Развития
С марта 2020 года Саркисян занимает пост заместителя председателя Правления Евразийского банка развития. В декабре 2020 года успешно прошло тестовое использование приложения «Путешествую без COVID», разработанного Фондом цифровых инициатив Евразийского банка развития, которое к марту 2021 года было успешно внедрено в России, Армении и Беларуси. Задачей приложения обеспечить свободное перемещение лиц в пределах Союза в условиях пандемии коронавируса. В марте 2021 года за успешное внедрение приложения председателю правления Евразийского Банка Развития Николаю Подгузову и Тиграну Саркисяну слова благодарности выразил премьер-министр РФ Михаил Мишустин.

## Партийная деятельность
Тигран Саркисян является одним из основателей политической партии «Национальный Демократический Союз» наряду с Шаваршем Кочаряном и Вазгеном Манукяном. Партия была основана в 1991 году.
17 ноября 2009 года Саркисян становится членом Республиканской партии Армении, возглавляемой президентом Армении Сержем Саркисяном.

## Научная деятельность
В 1987 году Тигран Саркисян защитил кандидатскую диссертацию на тему «Планирование регионального социально-экономического развития на примере Армении» в Ленинградском финансово-экономическом институте.
С 1993 до 1994 года Саркисян преподавал банковское дело в Ереванском Государственном Университете.
2 декабря 2005 года ему присвоено звание почётного доктора Армянского государственного экономического университета.
Автор более 20 научных статей.

## Награды и звания
- Медаль «За заслуги перед Отечеством» 1-й степени (28 декабря 2012 года) — за многолетнюю и плодотворную работу в системе государственного управления Республики Армения, значительный вклад в государственное строительство[79][80].
- Медаль Анании Ширакаци[7].
- Орден Дружбы (19 декабря 2019 года, Россия) — за большие заслуги в развитии и укреплении Евразийского экономического союза[81].
- Орден «Достык» II степени (30 сентября 2019 года, Казахстан) — за значительный вклад в развитие Евразийского экономического союза и укрепление экономических связей между государствами-членами[82].
- Медаль «Данк» (19 декабря 2019 года, Кыргызстан) — за большой вклад в интеграцию Кыргызской Республики в Евразийский экономический союз, а также в развитие торгово-экономического сотрудничества Кыргызской Республики с государствами-членами Евразийского экономического союза[83].
- Медаль Столыпина П. А. I степени (21 января 2020 года, Правительство Российской Федерации) — за заслуги в развитии и укреплении Евразийского экономического союза[84].
- Медаль «За вклад в развитие Евразийского экономического союза» (29 мая 2019 года, Высший совет Евразийского экономического союза)[85].
- Медаль «10 лет Евразийскому экономическому союзу» (26 декабря 2024 года, Высший Евразийский экономический совет)[86].
- Орден «Месроп Маштоц» (2011 год, Нагорно-Карабахская Республика)[87].
- Имеет воинское звание майора запаса.
- Имеет дипломатический ранг чрезвычайного и полномочного посла.

## Семья и увлечения
Тигран Саркисян познакомился со своей будущей женой Гоар во время учёбы в Ленинграде, где она училась в Ленинградском Государственном Университете. В 1985 году после окончания учёбы она вернулась обратно в Армению, где в том же году у них родилась старшая дочь — Нарине. В дальнейшие годы у них родились также двое сыновей — Абгар и Маркос.
Жена с дочерью несколько лет жили в Испании, где жена преподавала в одном из престижных вузов. После окончания контракта Гоар с дочерью вернулись в Ереван. Дочь же после замужества 3 года жила в Москве, где её муж проходил обучение в аспирантуре. У дочери с мужем есть двое детей.
Саркисян является поклонником классической и рок-музыки, особенно классического рока. Играет на гитаре, губной гармошке, флейте и на виолончели. Владеет армянским, русским, английским и испанским.
С 2010 года является почётным председателем Федерации волейбола Армении.

## Судебные дела

### История с компанией Wlispera Holdings Limited
В конце мая 2013 года в Армении были опубликованы сведения об офшорной компании «WLISPERA HOLDINGS LIMITED», акционерами которой является Ашот Сукиасян, а также люди с именами Тигран Саркисян и Самвел Кчоян, которыми, по определению издания, являлись в то время действующий премьер-министр Тигран Саркисян и руководитель Араратской Епархии Армянской Апостольской Церкви Навасард Кчоян. В публикации указывалось, что Ашот Сукиасян получил от Америабанка кредит на сумму 10.7 миллионов долларов на развитие проекта по разработке алмазов в Африке. Для получения кредита Сукиасяну помог предприниматель Пайлак Айрапетян, заложивший своё имущество в том же банке. В Африке Ашот Сукиасян был обманут местными партнёрами и, потеряв деньги, сбежал. В отношении Сукиасяна был объявлен международный розыск. 18 июня в своем письме на имя Генерального прокурора Армении Ашот Сукиасян заявил, что вписал имена Саркисяна и Кчояна без ведома последних, «чтоб обезопасить свой бизнес от возможных посягательств». В январе 2014 года Сукиасян был пойман в аэропорту Тбилиси и передан армянским правоохранительным органам. Он обвиняется в мошенничестве в особо крупных размерах, причинении особо крупного вреда и присвоении особо крупных сумм.
Тигран Саркисян заявил, что он не имеет отношения к указанной компании, заявив — «Подобная нелепость даже не могла прийти мне в голову» и что ни для кого не представляет особой трудности регистрация компании в офшорной зоне на произвольное имя. Тигран Саркисян подал дело в прокуратуру, чтобы выяснить кто и каким образом внёс его имя в список акционеров компании.
Комментируя скандал с офшором, генеральный прокурор Кипра Петрос Клеридес заявил, что регистрация компании на человека без его согласия «невозможна, если, конечно, он не действовал через уполномоченного или в другой аналогичной форме». Однако телеканал Еркир Медиа опубликовал данные о компании «Мкнери жохов лимитед» («Мышиный совет лимитед») на имена людей, которые, как выяснилось в результате расследования, либо умерли, либо не существуют, что фактически опровергает слова Генпрокурора Кипра о невозможности регистрации компаний без ведома человека.
27 мая 2015 года Тигран Саркисян обратился в суд, обвинив Пайлака Айрапетяна в клевете, требуя от Айрапетяна опровергнуть озвученную в адрес экс-премьера ложную информацию, а также взыскать с него 1 млн драмов в качестве компенсации морального ущерба и судебных издержек. 16 декабря того же года суд общей юрисдикции первой инстанции административных районов Арабкир и Канакер-Зейтун обязал отвечающую сторону опубликовать опровержение с упоминанием того, что ранее сделанное заявление Айрапетяна является клеветой и выплатить в качестве компенсации 124 тысячи драмов.
В 2017 году Ашот Сукиасян был осужден на 16 лет, однако в 2020 году был оправдан Апелляционным судом. Сукиасян рассказал, что внёс значительную сумму, что б вывести недвижимость Айрапетяна из под ареста, и только после этого они вместе подали на получение кредита. После получения кредита Айрапетян заявил, что заложенное имущество ему не нужно, и что бы сумма была переведена на его личный счёт. Сукиасян не согласился создать офшорную компанию, на счёт которой будут переведены деньги. И компанию создал сам Ашот Сукиасян, который на Кипре по совету адвоката вписал имена влиятельных людей, что б при переводе крупных сум не возникло проблем.

### «Несостоявшийся авантюрист» против Тиграна Саргсяна
С 2016 года руководитель компании EU-ASIA Business Finance Centre, зарегистрированной в Словакии, Ашот Григорян несколько раз делал публичные заявления, в которых обвинял Тиграна Саргсяна в том, что тот "украл 300 миллионов долларов у завода «Наирит». Он отмечал, что готов осуществить крупные инвестиции в завод, однако встречает препятствия со стороны правительства. В ответ на заявления Тигран Саргсян подал иск в суд против Григоряна и ряда новостных агентств с требованием опровержения.
В августе 2018 года Ашот Григорян подписал с министром экономики Арцвиком Минасяном меморандум о взаимопонимании, подготавливая почву для возможных инвестиций.
В октябре того же года агентство 24news.am опубликовало расследование, в котором выяснилось, что компании, принадлежащие Григоряну, в том числе и вышеупомянутая EU-ASIA Business Finance Centre, не осуществляли оборота в течение последних лет, а банковские счета пусты. Компании зарегистрированы по несуществующим адресам в самой Словакии. Сам Григорян имеет долг перед правительством Словакии порядка 50 тысяч евро, а банковские счета соответственно заморожены. Выяснилось также, что Ашот Григорян представляется как доктор наук и преподаватель в ЕГУ, однако там опровергли наличие преподавателя с таким именем. Факт докторской степени также был опровергнут. Григорян использовал маркер на машине в Словакии, которым пользуются дипломатические представители, однако таковым не является. После публикации расследования Григорян подал в суд на указанное агентство, на МИД РА и на посла в Чехии и Словакии Тиграна Сейраняна.
15 апреля 2019 года руководитель аппарата вице-премьера Армении Тиграна Авиняна Вараг Сисерян, который вёл до того переговоры с Григоряном, заявил, что тот является «несостоявшимся авантюристом» и представил механизмы манипуляции и причины невозможности вложений со стороны Григоряна.
14 мая 2019 года после двух лет судебных разбирательств Суд общей юрисдикции удовлетворил иск Тиграна Саркисяна и обязал Ашота Григоряна опубликовать опровержение заведомо ложных обвинений, а также взыскать с него на счет Саргсяна 1 миллион драмов. Суд также обязал новостные агентства, публиковавшие заявления Григоряна, опубликовать опровержение.
Тигран Саркисян также подал второй иск против Ашота Григоряна. 22 февраля 2022 года Суд вынес приговор, обязывающий Григоряна опровергнуть его заявления, связанные с заводом «Наирит», а также признал не соответствующими действительности данные Ашота Григоряна о размещении денег в офшорных компаниях Тиграна Саргсяна и причастности к отмыванию денег.